# 漢妮·加比·奧迪爾
漢妮·加比·奧迪爾（Hanne Gaby Odiele；1987年10月8日—），比利時超級名模。她是高級時裝品牌：Missoni、Alberta Ferretti及Balenciaga的代言人。漢妮上過Vogue Italia及V等雜誌封面或內頁，也有參與Chanel、Givenchy、Prada等著名時裝及奢侈品的時裝展。漢妮現在在Models.com的Top 50 Women中排27名。